# Impero (Schiff)
Die RN Impero war ein italienisches Schlachtschiff der Littorio-Klasse aus dem Zweiten Weltkrieg. Sie war das dritte und vorletzte Schiff ihrer Klasse, benannt nach dem italienischen Wort für „Imperium“ bzw. „Reich“, wie bei ihren Schwesterschiff Roma in Anspielung auf die Zeit des Römischen Reiches. Ihr Stapellauf war am 15. November 1939, sie wurde jedoch wegen geänderten Prioritäten der Marine nicht fertiggestellt. Die unfertige Hülle wurde bei einem US-amerikanischen Luftangriff am 15. Februar 1945 im Hafen Triest versenkt, im Jahre 1947 gehoben und ab 1948 in Venedig verschrottet.

## Geschichte

### Vorgeschichte
Als drittes und vorletztes Schiff der Littorio-Klasse wurde die Impero wie auch ihr Schwesterschiff Roma im Jahre 1938 in Auftrag gegeben. Diese 2. Serie war als Antwort auf die 1935 von Frankreich lancierte Richelieu-Klasse gedacht, welche wiederum selbst eine Antwort auf die 1934 in Italien in Bau gegebenen und 1940 fertiggestellten ersten zwei Schiffe Littorio bzw. Vittorio Veneto der 1. Serie war. Diese zwei neuen Schlachtschiffe enthielten gegenüber den beiden älteren Einheiten nunmehr eine Reihe von Verbesserungen bezüglich Bugform, Seeeigenschaften, Rumpfstruktur, Panzerung, Feuerleitanlage, Kommandobrücke, Bordfluganlage, Maschinenanlage, Kommunikationseinrichtungen und einigem mehr, so dass sie den modernsten Einheiten der anderen Marinen in nichts nachstanden oder ihnen voraus waren.

### Feierlicher Baubeginn
Dass den neuen Schlachtschiffen vom faschistischen Regime ein großer Propaganda- wie auch Symbolwert beigemessen wurde, beweist schon die Namenswahl. Impero wurde nach dem italienischen Wort für „Imperium“ bzw. „Reich“ benannt, was ganz offensichtlich eine Anspielung auf das antike Römische Reich bzw. das seit 1936 (und noch bis 1941) bestehende Kaiserreich nach dem Italienisch-Äthiopischen Krieg war. Die Kiellegung dieses neuen Schlachtschiffes am 14. Mai 1938 wurde – wie im faschistischen Italien nicht anders denkbar – mit großem Pomp unter Anteilnahme der Größen aus Politik und Militär gefeiert.

### Stapellauf und Baustopp
Der Bau des Schiffskörpers verlief reibungslos und sogar etwas schneller als ursprünglich veranschlagt, so dass der Stapellauf am 15. November 1939 in der Sestri Ponente-Werft von Ansaldo in Genua stattfinden konnte. Die Fertigstellung der Impero war für Ende 1941 geplant, sollte also wie bei der parallel dazu bei CRDA in Triest gebauten RN Roma mit vier anstatt sechs Jahren wesentlich weniger Zeit in Anspruch nehmen als die bei den beiden ersten Schiffen Littorio und Vittorio Veneto. Allerdings verzögerte sich ihre Komplettierung nach dem Stapellauf beträchtlich, denn die Arbeiten kamen entgegen allen Planungen nur schleppend voran. Das noch nicht einmal halbfertige Schiff wurde 1941 von Genua nach Triest geschleppt, da die Kapazitäten der Ansaldo-Werft zur Instandsetzung und Wartung der im Mittelmeer im Einsatz befindlichen Einheiten benötigt wurden. Daraufhin übernahm CRDA die Fertigstellung des Schiffes, doch im selben Jahr wurden die ohnehin nicht mehr mit der vorgesehenen Priorität und Geschwindigkeit ausgeführten Arbeiten aus bis heute nicht vollständig geklärten Umständen eingestellt. Als Begründung bzw. Ursache wurde später oft Mangel an Stahl angeführt, viel wahrscheinlicher ist jedoch die Möglichkeit, dass die Hülle nach dem Stapellauf auf unbekannte Weise gewisse Schäden erlitt, die erst später festgestellt wurden und beim Bau möglicherweise Schwierigkeiten verursachten. Diese müssen wohl derart schwerwiegend gewesen sein, dass unter den gegebenen Umständen in Kriegszeiten an eine Reparatur oder einen Weiterbau nicht mehr zu denken war. Schon 1941, als CRDA die Impero übernahm, lag der Stand ihrer Fertigstellung dermaßen zurück, dass sie von Teilen der Regia Marina als eine schwimmende Hülle angesehen wurde, die praktisch nicht mehr zu verwenden war, woraufhin diese angesichts der Umstände das Interesse daran verlor.
Die Arbeiten an der ebenfalls bei CRDA in der Ausstattung befindlichen Roma liefen andererseits problemlos mit höchster Priorität weiter und wurden nach dem Baustopp der Impero mit den frei werdenden Arbeitskräften sogar noch weiter intensiviert. Daher erscheint der oft zitierte Mangel an Stahl wenig realistisch, denn bei der Triestiner Werft wurde gleichzeitig seit Dezember 1941 weiterhin mit großem Aufwand an der Reparatur sowie Überholung der 1940 durch Lufttorpedos beim Angriff auf Tarent durch britische Torpedobomber auf Grund gelaufenen Conte di Cavour gearbeitet. Außerdem wurden hier – wie auf anderen italienischen Werften auch – weiterhin kleinere Einheiten wie auch U-Boote gebaut, so dass es an Stahl und Arbeitskräften eigentlich keinen wirklichen Mangel gegeben haben dürfte.

### Das Ende
Das unfertige Schiff blieb in der Folge in Triest liegen und geriet scheinbar in Vergessenheit. Am 9. September 1943 (nach anderer Version am 10. September), nachdem einen Tag zuvor Marschall Badoglio als Nachfolger Mussolinis im Amt des Ministerpräsidenten einen Separatfrieden mit den Alliierten geschlossen und die deutsche Wehrmacht Italien besetzt hatte, um einen endgültigen Austritt aus der Achse zu verhindern, wurde die Impero zusammen mit der seit Dezember 1941 bei CRDA noch immer in Reparatur befindlichen Conte di Cavour (am Tag des Waffenstillstands selbst versenkt) zur deutschen Kriegsbeute erklärt. Während die Arbeiten an der Conte di Cavour nach ihrer Hebung unter deutscher Regie unter Beteiligung der Sozialrepublik Italien weitergingen, gab es für die Impero freilich keine sinnvolle Verwendung. Sie blieb daher weiterhin im Hafen von Triest liegen, wurde ab und zu von der Wehrmacht als Zielschiff benutzt, bis sie am 15. Februar 1945 durch einen schweren US-amerikanischen Luftangriff zusammen mit der Conte di Cavour – kurioserweise der dritte Untergang in ihrer Laufbahn – durch Bombentreffer im flachen Wasser versenkt wurde.
Im Jahre 1947 wurde ihre Hülle, welche mittlerweile die Schifffahrt behinderte, gehoben und wieder schwimmfähig gemacht, nach erneuter monatelanger Liegezeit nach Venedig geschleppt und ab 1948 verschrottet.